# Ubuntu Budgie
Ubuntu Budgie è una derivata ufficiale di Ubuntu basata su Budgie, un ambiente grafico leggero e veloce che si adatta sia a computer datati che alle più potenti workstation.

## Storia
Ubuntu Budgie nasce come derivata non ufficiale di Ubuntu 16.04 LTS sotto il nome di "budgie-remix". Successivamente, con l'uscita di Ubuntu 16.10 venne pubblicata budgie-remix 16.10.
Con le versioni successive è stata riconosciuta della comunità di Ubuntu come derivata ufficiale e quindi ridenominata in Ubuntu Budgie.
La prima versione che porta il nome ufficiale di Ubuntu Budgie è la 17.04, pubblicata nell'aprile 2017.
Il supporto 32 bit è stato chiuso da Ubuntu Budgie così come da Ubuntu MATE, a partire dalla versione 18.10.

## Versioni
| Versione attuale | Versione non più supportata | Versione ancora supportata | Distribuzione futura |

| Versione  | Code Name         | Data pubblicazione | Supportata fino | Note | Versione Kernel |
| --------- | ----------------- | ------------------ | --------------- | --- | --------------- |
| 16.04 LTS | Xenial Xerus      | 2016-04-25         | 2018-08         | Prima release, denominazione budgie-remix                                                                                          | 4.10 (16.04.3)  |
| 16.10     | Yakkety Yak       | 2016-10-16         | 2017-07- 20     | | 4.8             |
| 17.04     | Zesty Zapus       | 2017-04-11         | 2018-01         | Prima versione dopo la ridenominazione in Ubuntu Budgie a seguito al riconoscimento come versione ufficiale di Ubuntu              | 4.10            |
| 17.10     | Artful Aardvark   | 2017-10-19         | 2018-07         | | 4.13            |
| 17.10.1   | Artful Aardvark   | 2018-01-12         | 2018-07         | Ripubblicazione a seguito del ritiro delle immagini ISO ufficiali di Ubuntu a causa di un bug che generava problemi ad alcuni BIOS | 4.13            |
| 18.04 LTS | Bionic Beaver     | 2018-04-26         | 2021-04         | Primo rilascio long-term support come versione ufficiale di Ubuntu                                                                 | 4.15            |
| 18.10     | Cosmic Cuttlefish | 2018-10-18         | 2019-07         | | 4.18            |
| 19.04     | Disco Dingo       | 2019-04-18         | 2020-01         | Migliorato supporto grafico con Mesa 19.0                                                                                          | 5.0             |
| 19.10     | Eoan Ermine       | 2019-10-17         | 2020-07         | | 5.3             |
| 20.04 LTS | Focal Fossa       | 2020-04-23         | 2023-04         | | 5.4             |
| 20.10     | Groovy Gorilla    | 2020-10-22         | 2021-07         | | 5.8             |
| 21.04     | Hirsute Hippo     | 2021-04-22         | 2022-01         | | 5.11            |
| 21.10     | Impish Indri      | 2021-10-14         | 2022-07         | | 5.13            |
| 22.04 LTS | Jammy Jellyfish   | 2022-04-21         | 2025-04         | | 5.15            |
| 22.10     | Kinetic Kudu      | 2022-10-20         | 2023-07         | | 5.19            |
| 23.04     | Lunar Lobster     | 2023-04-11         | 2024-01         | | 6.2             |
| 23.10     | Mantic Minotaur   | 2023-10-12         | 2024-07         | | 6.5             |
| 24.04 LTS | Noble Numbat      | 2024-04-25         | 2027-04         | | 6.8             |
| 24.10     | Oracular Oriole   | 2024-10-10         | 2025-07         | | 6.11            |